# Serge Desrosiers
Pour les articles homonymes, voir Desrosiers.
Serge Desrosiers est un directeur de la photographie et producteur québécois né à Montréal en octobre 1968. Il est le fils du chanteur et ancien homme politique fédéral du Québec Édouard Desrosiers, et le neveu du comédien Jacques Desrosiers, créateur de Patof.
En 2009, il a co-fondé Vital Productions, une entreprise de production spécialisée dans l’industrie du cinéma, de la télévision ainsi que dans la production numérique multiplateforme. Serge Desrosiers est une référence dans le milieu cinématographique québécois, où il exerce depuis plus de 25 ans.
Il a étudié la photographie au Collège Marsan (Montréal) et a ensuite obtenu un certificat en gestion télévisuelle et cinématographique à HEC Montréal.

## Carrière
En tant que Directeur de la photographie, Serge Desrosiers est actif dans l'univers des films, des téléséries, des publicités et des documentaires québécois. Il a travaillé sur des projets tels que La Petite Vie, Camping sauvage, Lance et compte, Taxi 0-22, Dans une galaxie près de chez vous et Marécages.
Il a tourné le premier film canadien en haute définition, Station Nord de Jean-Claude Lord en 2002, ainsi que la première série télévisée québécoise en haute définition, Lance et compte : Nouvelle génération. Serge Desrosiers a été nommé à plusieurs reprises et a remporté un prix Gémeaux en 2008 et un Canadian Society of Cinematographers Award en 2005.
En 2011, Serge Desrosiers travaillait sur un documentaire portant sur l'artiste peintre Corno, tourné à New York, Dubaï et Chicoutimi.
Au-delà de sa carrière de producteur et de directeur de la photographie, Serge Desrosiers partage son expérience en tant que conférencier invité à Los Angeles (American Film Market Association), à Paris et au Québec (Ciné-Québec). Il est reconnu comme une référence en ce qui concerne l'évolution des technologies dans le milieu cinématographique,.
Serge Desrosiers a siégé au conseil de l'Académie canadienne du cinéma et de la télévision de 2012 à 2016. Depuis 2018, il est membre du conseil d'administration des CSC (Canadian Society of Cinematographers).
En 2020, il a passé trois jours à Londres pour observer le directeur de la photographie Adriano Goldman pendant le tournage de la série The Crown. À la suite de cette expérience, Serge Desrosiers a produit un mini-documentaire de 30 minutes intitulé A Day in the Life of Adriano Goldman, qui met en lumière le travail méconnu d'un directeur de la photographie dans la production d'un film ou d'une série.
En 2021, Serge Desrosiers a réalisé le projet le plus personnel de sa carrière en se glissant dans le costume mythique de son oncle pour le documentaire Mon oncle Patof de Sandrine Béchade. C'était sa première expérience devant la caméra, et il y a échangé avec des membres de la famille Desrosiers ainsi que des invités spéciaux tels que Dominique Michel et Monique Giroux.

## Filmographie
- 1997 : Diva (série télévisée)
- 2000 : Quadra (série télévisée)
- 2001 : L'or (série télévisée)
- 2002 : Lance et compte - La nouvelle génération (série télévisée)
- 2002 : Rumeurs (série télévisée)
- 2002 :Station Nord
- 2003 : Nuts (court métrage)
- 2003 : Le jour devant soi (court métrage)
- 2004 : Le pont (court métrage)
- 2004 : Dans une galaxie près de chez vous - Le film
- 2004 : The Glove (court métrage)
- 2004 : Happy Camper
- 2005 : L'héritière de grande ourse (mini-série télévisée)
- 2005 : Duhamel (documentaire)
- 2006 : Histoire de famille (directeur photo)
- 2006 : Le pacte du sang (directeur photo : seconde équipe)
- 2006 : Les eaux mortes (court métrage)
- 2006 : Lance et compte : La revanche (série télévisée)
- 2006 : Krafts What's Cooking sur W Network (série télévisée)
- 2007 : Taxi 0-22 (série télévisée)
- 2007 : Code 13 (court métrage)
- 2008 : La Battue (court métrage)
- 2011 : Marécages
- 2012 : Mémoires Vives
- 2012 : Corno
- 2013 : Lise Payette (documentaire)
- 2014 : Ville-Marie (long métrage avec Pascale Bussières et Monica Bellucci, réalisateur Guy Édoin)
- 2015 : Lise Watier, une vie à entreprendre (documentaire)
- 2015 : Producteur livre numérique
- 2016 : Juliette Gréco Merci
- 2016 : Jérémie 2
- 2016 : Early Release
- 2016 : 12 Semaines
- 2017 : Sometimes the Good Kill
- 2017 : Amour Cougar
- 2018 : Twisted
- 2018 : Ange & Ovni
- 2018 : The Queen of Sin
- 2018 : Motive of Murder
- 2018 : Sisterhood
- 2018 : Biche et Louve
- 2019 : No Good Deed
- 2019 : Within These Walls
- 2020 : Big Five
- 2020 : Love song for Noël
- 2021 : The Wolf and the Lion  (Le loup et le lion en v.f.) (incluant un caméo de Serge Desrosiers en Patof)

## Prix
- 2005 : CSC Award, Best Cinematography in Dramatic Short pour Le Pont (2004)
- 2008 : Prix Gémeaux pour Bye Bye RBO[7]

Il a aussi été nommé à plusieurs reprises :
- 1997 : Nomination, Gémeaux, meilleure direction-photo : Toutes catégories, vidéo pour : Diva (1997)
- 1998 : Nomination, Gémeaux, meilleure direction-photo : Toutes catégories, vidéo pour : Diva (1998)
- 1999 : Nomination, Gémeaux, meilleure direction-photo : Toutes catégories, vidéo pour : Diva (1999)
- 2000 : Nomination, Gémeaux, meilleure direction-photo : Dramatiques ou documentaires, sur support film ou vidéo numérique pour : Quadra (2000)
- 2002 : Nomination, Gémeaux, meilleure direction-photo : dramatiques ou documentaires, sur support film ou vidéo numérique pour : Rumeurs (2002)
- 2005 : Nomination, Jutra, meilleure direction de la photographie pour : Dans une galaxie près de chez vous - Le film (2004)
- 2007 : Nomination, CSC Award, Dramatic short cinematography : Les Eaux mortes (2007)
- 2008 : Nomination, CSC Award, Dramatic short cinematography : Code 13 (2008)
- 2012 : Nomination, Gémeaux, meilleure direction-photo : Dramatiques : Mémoires vives (2012)
- 2015 : Nomination, Jutra, meilleure direction de la photographie pour : Ville-Marie (2015)
- 2018 : Nomination, ASC Award, Motion Picture, Miniseries, or Pilot Made for Television : Sometime the Good Kill (2018)
- 2019 : Nomination, CSC Award, TV Drama cinematography : The Queen of Sin (2018)